# Alfonso Sánchez Garza
Víctor Alfonso Sánchez Garza es un político mexicano nacido en Brownsville, Texas, Estados Unidos el 13 de septiembre de 1971. De 2011 al 2013 fue alcalde de la ciudad de Matamoros, Tamaulipas.

## Carrera política
En 2005 presidió el comité de financiamiento para financiar la campaña de Eugenio Hernández Flores para la gubernatura de Tamaulipas.
Bajo la gubernatura de Eugenio Hernández, Alfonso Sánchez fue diputado de la LXII Legislatura del Congreso del Estado de Tamaulipas por el principio de mayoría relativa (plurinominal) representando al distrito XVIII Matamoros Zona Sur.
Nominado por el Partido Revolucionario Institucional a la presidencia municipal de Matamoros en 2010, Alfonso Sánchez ganó las elecciones en julio de ese año.
En 2012 The City Mayors Foundation incluyó a Sánchez en la lista de los 10 finalistas para el premio World Mayor (Alcalde mundial).  A la postre ganó Iñaki Azkuna de Bilbao, España, quedando Alfonso Sánchez en el último lugar.
De acuerdo a la propia administración de Sánchez Garza, durante su periodo de gobierno, se redujo la deuda del municipio en 75% respecto al alcalde anterior (Erick Silva). Sin embargo, al dejar la alcaldía, Alfonso Sánchez Garza dejó en el municipio una deuda de 53 millones de pesos incurridos entre otras cosas por «tratamientos estéticos», contra los 35 millones que supuestamente dejaba de deuda.
| Predecesor: Erick Silva Santos (2008-2010) | Presidente Municipal de H. Matamoros, Tamps. 2011 - 2013 | Sucesor: Lety Salazar (2013-2016) |